# Boris Zakhoder
Boris Vladimirovitch Zakhoder (en russe : Бори́с Влади́мирович Заходе́р), né le 9 septembre 1918 à Kagoul, en Bessarabie, et mort le 7 novembre 2000 à Moscou, est un poète soviétique, connu surtout comme auteur et traducteur de littérature pour enfants.

## Biographie
Boris Zakhoder naît dans une famille juive à Kagoul (aujourd'hui Cahul en Moldavie) et grandit à Odessa, puis à Moscou. Son père est un avocat diplômé de l'Université de Moscou ; son grand-père, Boroukh Zalmanovitch Zakhoder (1848-1905), avait été le premier rabbin d'État (en) de Nijni Novgorod. Diplômé en 1935, Zakhoder étudie à l'Institut aéronautique de Moscou, puis à la faculté de biologie de l'Université de Moscou et de l'Université de Kazan. En 1938, il entre à l'Institut littéraire Maxime-Gorki. Il doit interrompre ses études lorsqu'il est appelé sous les drapeaux lors de la guerre soviéto-finlandaise, puis de la Seconde Guerre mondiale. Il retourne ensuite à l'Institut d'où il sort diplômé en 1947. Il commence la même année à publier des poèmes et des contes pour enfants, ce qui lui vaut une renommée en tant qu'auteur de littérature de jeunesse. Ses traductions de Goethe restent bien moins connues.
À partir de 1960, il commence, avec Winnie l'ourson de A.A. Milne et Mary Poppins, à publier des traductions dans le domaine de la littérature enfantine. Sa traduction de Alice au pays des merveilles devient plus célèbre que d'autres versions précédemment publiées par des auteurs renommés, comme Samouil Marchak ou Vladimir Nabokov. Il a aussi traduit des contes du Tchécoslovaque Karel Čapek et des poèmes en polonais de Julian Tuwim et Jan Brzechwa.
Zakhoder a reçu le Prix d'État de la Fédération russe pour son œuvre ; il est aussi lauréat du Prix Hans Christian Andersen. L'un de ses livres pour enfants est un recueil de contes intitulé L'Ermite et la Rose.

## Œuvres publiées
- Zakhoderzosti (« Zakho-impertinences »), Vek 2, 1997

### En anglais
- The Hermit and the Rose, Raduga, Moscou, 1988  (ISBN 978-5050016980)
- Crocodile's Toothbrush  (ISBN 978-0070727199)

### En français
- Quelques poèmes de Boris Zakhoder figurent dans l’Anthologie de la poésie russe pour enfants, traduits par Henri Abril. Circé poche, 2006  (ISBN 978-2-84242-216-5)